# Final da Taça dos Clubes Campeões Europeus de 1991–92
A Final da Taça dos Clubes Campeões Europeus de 1991–92 foi uma partida de futebol realizada em 20 de maio de 1992 no Estádio de Wembley, em Londres, entre a Sampdoria da Itália e o Barcelona da Espanha. O Barcelona venceu o jogo por 1–0 no prolongamento, graças a um livre de Ronald Koeman, conquistando o seu primeiro triunfo na competição. Foi a primeira edição a ter uma fase de grupos envolvendo os oito vencedores da segunda fase divididos em dois grupos, sendo que o vencedor de cada um se defrontou na final. O Barcelona tornou-se o segundo clube Espanhol a vencer o torneio e o 19º no geral. Esta foi a última final com o nome de Taça dos Clubes Campeões Europeus antes de a competição ser rebatizada como Liga dos Campeões.

## Equipas
| Equipa    | Aparições em finais anteriores (negrito indica vencedores) |
| --------- | ---------------------------------------------------------- |
| Sampdoria | Nenhuma                                                    |
| Barcelona | 2 (1961, 1986)                                             |

## Caminho para a final
| Equipe           | J | V | E | D | GP | GC | SG | Pts |
| ---------------- | - | - | - | - | -- | -- | -- | --- |
| Sampdoria        | 6 | 3 | 2 | 1 | 10 | 5  | +5 | 8   |
| Estrela Vermelha | 6 | 3 | 0 | 3 | 9  | 10 | -1 | 6   |
| Anderlecht       | 6 | 2 | 2 | 2 | 8  | 9  | -1 | 6   |
| Panathinaikos    | 6 | 0 | 4 | 2 | 1  | 4  | -3 | 4   |

| Equipe          | J | V | E | D | GP | GC | SG | Pts |
| --------------- | - | - | - | - | -- | -- | -- | --- |
| Barcelona       | 6 | 4 | 1 | 1 | 10 | 4  | +6 | 9   |
| Sparta de Praga | 6 | 2 | 2 | 2 | 7  | 7  | 0  | 6   |
| Benfica         | 6 | 1 | 3 | 2 | 8  | 5  | +3 | 5   |
| Dínamo de Kiev  | 6 | 2 | 0 | 4 | 3  | 12 | -9 | 4   |

## Detalhes da Partida
| 20 de maio de 1992 | Sampdoria | 0 – 1 | Barcelona   | Estádio de Wembley, Londres               |
| 19:15              |           |       | Koeman 112' | Público: 70 827 Árbitro: Aron Schmidhuber |

| Sampdoria | Barcelona |

| SAMPDORIA:     |    |                      |      |
|                |    |                      |      |
| G              | 1  | Gianluca Pagliuca    |      |
| Z              | 2  | Moreno Mannini       | 39'  |
| Z              | 3  | Srečko Katanec       |      |
| Z              | 4  | Fausto Pari          |      |
| Z              | 5  | Pietro Vierchowod    | 66'  |
| A              | 6  | Marco Lanna          |      |
| M              | 7  | Attilio Lombardo     |      |
| M              | 8  | Toninho Cerezo       |      |
| A              | 9  | Gianluca Vialli      | 100' |
| A              | 10 | Roberto Mancini 118' |      |
| M              | 11 | Ivano Bonetti        | 73'  |
| Reservas:      |    |                      |      |
| G              | 12 | Giulino Nuciari      |      |
| A              | 13 | Dario Bonetti        |      |
| M              | 14 | Giovanni Invernizzi  | 73'  |
| A              | 15 | Paulo Silas          |      |
| M              | 16 | Renato Buso          | 100' |
| Técnico:       |    |                      |      |
| Vujadin Boškov |    |                      |      |

| BARCELONA:   |    |                       |      |
|              |    |                       |      |
| G            | 1  | Andoni Zubizarreta    |      |
| Z            | 2  | Nando                 |      |
| Z            | 3  | Albert Ferrer         |      |
| A            | 4  | Ronald Koeman         |      |
| LD           | 5  | Juan Carlos           |      |
| A            | 6  | José Mari Bakero      | 75'  |
| A            | 7  | Julio Salinas         | 65'  |
| A            | 8  | Hristo Stoichkov      |      |
| M            | 9  | Michael Laudrup       |      |
| Z            | 10 | Josep Guardiola       | 112' |
| LE           | 11 | Eusebio Sacristán     |      |
| Reservas:    |    |                       |      |
| A            | 12 | José Ramón Alexanko   | 112' |
| G            | 13 | Carles Busquets       |      |
| A            | 14 | Txiki Begiristain     |      |
| M            | 15 | Miguel Ángel Nadal    |      |
| M            | 16 | Ion Andoni Goikoetxea | 65'  |
| Técnico:     |    |                       |      |
| Johan Cruyff |    |                       |      |